# Alexandru Șiperco
Alexandru Șiperco (n. 5 noiembrie 1920, Tătărești, România – d. 26 octombrie 1998, București, România) a fost președintele Comitetului Olimpic și Sportiv Român în perioada 1953-1959, precum și membru al Comitetului Olimpic Internațional în perioada 1955–1998. În perioada 1979-1986 a făcut parte din Comitetul Executiv al CIO, între 1982 și 1986 a fost și unul dintre vicepreședinți. Pe linie politică, Alexandru Șiperco a deținut și funcția de director la Editura PMR, devenită ulterior Editura Politică. Alexandru Șiperco a fost un comunist român. Prin decretul nr. 157 din 4 mai 1971, Alexandru Șiperco a fost decorat cu Ordinul „Tudor Vladimirescu” clasa a II-a.

## Distincții
- Medalia „A cincea aniversare a Republicii Populare Române” (24 decembrie 1952) „pentru lupta și munca duse în vederea făuririi, consolidării și prosperării Republicii Populare Române”[11]
- Ordinul Muncii clasa a II-a (13 octombrie 1953) pentru contribuția sa la „munca de pregătire și desfășurare a celui de-al IV-lea Festival Mondial al Tineretului și Studenților pentru Pace și Prietenie⁠(d)”[12]
- Medalia „40 de ani de la înființarea Partidului Comunist din Romînia” (6 mai 1961) „pentru activitate îndelungată în mișcarea muncitorească și merite în opera de construire a socialismului”[13]
- Ordinul „Apărarea Patriei” clasa a III-a (6 mai 1961) „cu prilejul celei de-a 40-a aniversări de la înființarea Partidului Comunist din Romînia, pentru îndelungată activitate în mișcarea muncitorească, pentru merite deosebite în opera de construire a socialismului”[14]
- Ordinul „Meritul Cultural” clasa a IV-a (24 octombrie 1969) „pentru merite deosebite în muncă, cu prilejul împlinirii a 25 de ani de la înființarea Editurii politice”[15]
- Ordinul „Tudor Vladimirescu” clasa a II-a (4 mai 1971) „cu prilejul aniversării a 50 de ani de la constituirea Partidului Comunist Român, [...] pentru activitate îndelungată în mișcarea muncitorească și merite deosebite în opera de construire a socialismului”[16]

## Scrieri
- Note de drum din Suedia, Franța, Italia și Mexic, Editura Tineretului, București, Colecția „În jurul lumii”, 1961;
- N-a fost în zadar, Editura Tineretului, București, 1969;
- Olimpismul, mișcarea olimpică, Jocurile Olimpice, Ed. Sport-Turism, București, 1976.

## Legături externe
- Materiale media legate de Alexandru Șiperco la Wikimedia Commons
- en Alexandru Șiperco la Olympedia.org